# Liste der Kulturdenkmale in Selben
In der Liste der Kulturdenkmale in Selben sind die Kulturdenkmale des Delitzscher Ortsteils Selben verzeichnet, die bis April 2020 vom Landesamt für Denkmalpflege Sachsen erfasst wurden (ohne archäologische Kulturdenkmale). Die Anmerkungen sind zu beachten.
Diese Aufzählung ist eine Teilmenge der Liste der Kulturdenkmale in Delitzsch.

## Selben
| Bild                                    | Bezeichnung                                                              | Lage                          | Datierung                                                    | Beschreibung | ID       |
| --------------------------------------- | ------------------------------------------------------------------------ | ----------------------------- | ------------------------------------------------------------ | --- | -------- |
| Weitere Bilder                          | Kirche mit Ausstattung                                                   | Große Dorfstraße (Karte)      | Ende 15. Jahrhundert/Anfang 16. Jahrhundert                  | Kleine spätgotische Saalkirche mit turmartigem Dachreiter, architektonisch und ortshistorisch von Interesse. Über dem Westgiebel turmartiger Dachreiter mit hohem, spitzem Pyramidendach, verputzter Feldsteinbau im Westgiebel mit Backstein verzwickt, Chor ist nur wenig eingezogen und dreiseitig geschlossen, Spitzbogenfenster, Saal mit späteren Korbbogenfenstern, Reste der originalen Putzgliederung erhalten. Im Inneren Tonnengewölbe und Ausstattung, an drei Seiten Holzemporen, in der nördlichen Chorwand spitzbogige Sakramentsnische aus Sandstein mit Maßwerkrahmung und Wappenschildern (um 1500), barocker Kanzelaltar aus Holz (um 1700), plastische Ergänzungen (Anfang 19. Jahrhundert). Predella mit Ölbild: Abendmahl, Vollsäulen, die einen Schweifgiebel mit durchbrochenem Tympanon tragen, der Korb mit gedrehten Säulchen, in den Bogennischen Ölbilder mit den Darstellungen von Moses, Grablegung, Kreuzigung und Auferstehung Christi sowie Johannes der Täufer. Klassizistische vasenförmige Holztaufe mit Kanneluren und Girlande, die Zinntaufschale bezeichnet mit 1817, Orgel mit großem, klassizistischem Prospekt, Pilastergliederung und gitterförmigen Schleier mit Rosetten (um 1820). Zustand heute ruinös, Risse im Mauerwerk. | 08972214 |
| Direkt Bild zu diesem Denkmal hochladen | Ehemaliges Pfarrhaus mit Einfriedung                                     | Große Dorfstraße 13 (Karte)   | Mitte 19. Jahrhundert und später                             | Markantes Gebäude mit weitgehend originaler Bausubstanz, von bauhistorischer und siedlungsgeschichtlicher Bedeutung. Zweigeschossiger, fünfachsiger verputzter Lehmbau, Giebel aus Ziegelmauerwerk, Satteldach mit hervorkragendem hölzernen Traufgesims, Gestaltung mittels farbig abgesetzten Putzbändern, Lisenen und Faschen, zweiseitig umlaufendes Kaffgesims mit Biberschwanz gedeckt. Original: hölzerne Gewände im Portal, alte Fensterläden im Erdgeschoss. Putzflächengestaltung um das Portal noch erkennbar, Sohlbänke aus verputztem Ziegel. | 09257101 |
| Direkt Bild zu diesem Denkmal hochladen | Wohnhaus eines Bauernhofes                                               | Große Dorfstraße 20 (Karte)   | Um 1800                                                      | Zweigeschossiger Lehmbau mit Krüppelwalmdach, Authentizität und originale Bausubstanz erhalten, von baugeschichtlicher und siedlungsgeschichtlicher Bedeutung. Verputzt, Krüppelwalmdach mit Kronendeckung, Putzgliederung in Form von abgesetzten und farbig gestalteten Gesimsbändern, Gewände und Faschen. Noch original: Fenster, Portal, Putz. | 09257088 |
| Direkt Bild zu diesem Denkmal hochladen | Auszugshaus, Seitengebäude, Hofmauer und Toreinfahrt eines Dreiseithofes | Kleine Dorfstraße 4 (Karte)   | Bezeichnet mit 1896 (Stallscheune)                           | Klinkerbauten, typische Zeugnisse der Gründerzeit, ihre Giebel sind für die Sichtbeziehung der dörflichen Straße markant hervortretend und straßenraumprägend, baugeschichtlich von Bedeutung. Das vor 2010 abgebrochene Bauernhaus war eines der wenigen erhaltenen Beispiele aus dem beginnenden 19. Jahrhundert im Ort. - Auszugshaus und Stall: in gelber Klinkerbauweise mit Gliederung durch Lisenen, Zahnschnittfriese und Deutsches Band, im Auszugshaus Fensteröffnungen teilweise verändert - Einfriedung: aus gelben Klinkern mit Mauer und Pfeilern mit Pyramidendach - abgebrochenes Wohnhaus: in Lehmwellerbauweise, verputzt, gegliedert mit Nutungen und Bändern, Gewände geputzt, Sohlbänke aus Naturstein, teilweise Farbigkeit einer früheren Restaurierung erhalten, Eingangsportal betont, Fenster im Erdgeschoss vergrößert, zum Teil alte Fenster, Krüppelwalmdach mit einfacher Biberschwanzdeckung, Zustand war ruinös (Abbruch laut Landratsamt Nordsachsen vom 16. September 2010 entsprechend Genehmigung) | 08972213 |
| Direkt Bild zu diesem Denkmal hochladen | Grabmale auf dem Friedhof                                                | Lange Straße 97 (Karte)       | Bezeichnet mit 1848 (Grabmal); bezeichnet mit 1870 (Grabmal) | Mehrere qualitätvoll gestaltete Grabmale in Sandstein, handwerklich-künstlerisch und ortsgeschichtlich von Bedeutung. - Grabmal Petzold: dreizoniger Aufbau in Sandstein mit Sockel, Mittelteil und Abschluss, im Sockel und Mittelteil Inschriften auf allen Seiten, früheste erkennbare Datierung von 1848 (August Petzold), Eckbetonung durch kannelierte nach unten weisende Fackeln mit Kreuzbändern - Grabmal Höppner: Pfeiler in Buntsandstein mit später aufgestelltem Granitkreuz, Inschriftentafeln aus Granit, früheste erkennbare Datierung von 1870 (Eduard Höppner), Verzierung mit typischen Todesmotiven (Anker, Fackel und Mohnkapsel) | 08972216 |
| Weitere Bilder                          | Bockwindmühle mit Mühlentechnik                                          | Zschortauer Straße 28 (Karte) | 1753                                                         | Um 1753 errichtete Windmühle mit technischer Ausstattung vom ersten Drittel des 20. Jahrhunderts mit Motorenantrieb, bis 1996 in Betrieb, von technikgeschichtlicher Bedeutung und ortsbildprägender Wirkung. Mühle ohne Ruten, elektrischer Antrieb, bis 1933 mit Windkraft betrieben, 1933 Ruten demontiert, Antrieb zwischen 1933 und 1938 mit Diesel-Deutzmotor, ab 1938 mit einem Elektromotor, bis 1996 noch zum Schroten genutzt, sehr gut erhaltener Zustand. Technische Ausstattung: Mahlgang, Schrotgang, Walzenstühle, Reinigung, Wurfsichter, Quetsche und Schälmaschine für Graupen. | 08972218 |

## Tabellenlegende
- Bild: Bild des Kulturdenkmals, ggf. zusätzlich mit einem Link zu weiteren Fotos des Kulturdenkmals im Medienarchiv Wikimedia Commons. Wenn man auf das Kamerasymbol klickt, können Fotos zu Kulturdenkmalen aus dieser Liste hochgeladen werden:
- Bezeichnung: Denkmalgeschützte Objekte und ggf. Bauwerksname des Kulturdenkmals
- Lage: Straßenname und Hausnummer oder Flurstücknummer des Kulturdenkmals. Die Grundsortierung der Liste erfolgt nach dieser Adresse. Der Link (Karte) führt zu verschiedenen Kartendiensten mit der Position des Kulturdenkmals. Fehlt dieser Link, wurden die Koordinaten noch nicht eingetragen. Sind diese bekannt, können sie über ein Tool mit einer Kartenansicht einfach nachgetragen werden. In dieser Kartenansicht sind Kulturdenkmale ohne Koordinaten mit einem roten bzw. orangen Marker dargestellt und können durch Verschieben auf die richtige Position in der Karte mit Koordinaten versehen werden. Kulturdenkmale ohne Bild sind an einem blauen bzw. roten Marker erkennbar.
- Datierung: Baubeginn, Fertigstellung, Datum der Erstnennung oder grobe zeitliche Einordnung entsprechend des Eintrags in der sächsischen Denkmaldatenbank
- Beschreibung: Kurzcharakteristik des Kulturdenkmals entsprechend des Eintrags in der sächsischen Denkmaldatenbank, ggf. ergänzt durch die dort nur selten veröffentlichten Erfassungstexte oder zusätzliche Informationen
- ID: Vom Landesamt für Denkmalpflege Sachsen vergebene, das Kulturdenkmal eindeutig identifizierende Objekt-Nummer. Der Link führt zum PDF-Denkmaldokument des Landesamtes für Denkmalpflege Sachsen. Bei ehemaligen Kulturdenkmalen können die Objektnummern unbekannt sein und deshalb fehlen bzw. die Links von aus der Datenbank entfernten Objektnummern ins Leere führen. Ein ggf. vorhandenes Icon  führt zu den Angaben des Kulturdenkmals bei Wikidata.